# Löftaskog
Löftaskog är en ort i norra delen av Varbergs kommun i Hallands län. SCB avgränsade före 2015 för bebyggelsen en tätort. Från 2015 räknas den till tätorten Frillesås.

## Befolkningsutveckling
| Befolkningsutvecklingen i Löftaskog 2005–2010                                                                        | Befolkningsutvecklingen i Löftaskog 2005–2010 | Befolkningsutvecklingen i Löftaskog 2005–2010 | Befolkningsutvecklingen i Löftaskog 2005–2010 | Befolkningsutvecklingen i Löftaskog 2005–2010 |
| --- | --------------------------------------------- | --------------------------------------------- | --------------------------------------------- | --------------------------------------------- |
| |                                               |                                               |                                               |                                               |
| År |                                               |                                               | Folkmängd                                     | Areal (ha)                                    |
| 2005 | 2005                                          |                                               | 226                                           | 62                                            |
| 2010 | 2010                                          |                                               | 327                                           | 82                                            |
| Anm.: Ny tätort 2005, sammanvuxen med Stråvallastrand 2010. Från 2015 sammanvuxen med Frillesås i Kungsbacka kommun. |                                               |                                               |                                               |                                               |